# 兵庫県道316号広野永福線
兵庫県道316号広野永福線（ひょうごけんどう316ごう ひろのえいふくせん）は、兵庫県三田市から加東市に至る一般県道である。

## 概要
三田市下井沢から加東市永福に至る。

### 路線データ
- 起点：三田市下井沢（下井沢交差点、兵庫県道141号黒石三田線交点）
- 終点：加東市永福（兵庫県道315号下相野森線）
- 総延長：12.548 km

## 歴史
- 1993年（平成5年）5月11日 - 建設省から、県道広野東条線の一部を三田西インター線として主要地方道に指定される[1]。

## 路線状況

### 重複区間
- 兵庫県道512号新田大沢線（三木市吉川町畑枝 - 三木市吉川町冨岡）
- 兵庫県道314号大川瀬吉川線（三木市吉川町前田・上吉川小学校北交差点 - 三木市吉川町前田・前田交差点）

### 道路施設

#### 橋梁
- 富岡橋（富岡川、三木市）

## 地理

### 通過する自治体
- 三田市
- 三木市
- 加東市

### 交差する道路
| 交差する道路                           | 市町村名 | 交差する場所 | 交差する場所         |
| -------------------------------------- | -------- | ------------ | -------------------- |
| 兵庫県道141号黒石三田線                | 三田市   | 下井沢       | 下井沢交差点 / 起点  |
| 兵庫県道720号テクノパーク三田線        | 三田市   | 中内神       | 上内神交差点         |
| 兵庫県道356号上荒川三田線              | 三木市   | 吉川町上荒川 |                      |
| 兵庫県道512号新田大沢線 重複区間起点   | 三木市   | 吉川町畑枝   |                      |
| 兵庫県道512号新田大沢線 重複区間終点   | 三木市   | 吉川町冨岡   |                      |
| 兵庫県道314号大川瀬吉川線 重複区間起点 | 三木市   | 吉川町前田   | 上吉川小学校北交差点 |
| 兵庫県道314号大川瀬吉川線 重複区間終点 | 三木市   | 吉川町前田   | 前田交差点           |
| 兵庫県道313号平木南山線                | 加東市   | 永福         | 永福交差点           |
| 兵庫県道315号下相野森線                | 加東市   | 永福         | 終点                 |

### 沿線
- 関西学院大学 神戸三田キャンパス
- ABCゴルフ倶楽部